# Lexington (Teksas)
Lexington je gradić u američkoj saveznoj državi Teksas. Prema popisu stanovništva iz 2010. u njemu je živjelo 1.177 stanovnika.